# Бебень (Селаж)
Бебень, Бебені (рум. Băbeni) — село у повіті Селаж в Румунії. Адміністративний центр комуни Бебень.
Село розташоване на відстані 380 км на північний захід від Бухареста, 29 км на північний схід від Залеу, 60 км на північ від Клуж-Напоки.

## Населення
За даними перепису населення 2002 року у селі проживали 682 особи, з них 678 осіб (99,4%) румунів.
Рідною мовою назвали:
| Мова      | Кількість осіб | Відсоток |
| --------- | -------------- | -------- |
| румунська | 677            | 99,3%    |
| угорська  | 5              | 0,7%     |